# Volleybalvereniging Lycurgus 2021-2022
Questa voce raccoglie le informazioni riguardanti il Volleybalvereniging Lycurgus nelle competizioni ufficiali della stagione 2021-2022.

## Organigramma societario
Area direttiva
- Presidente: Arie Wink

Area tecnica
- Allenatore: Arjan Taaij

## Rosa
| N° | Nome               | Ruolo | Data di nascita   | Nazionalità sportiva |
| -- | ------------------ | ----- | ----------------- | -------------------- |
| 1  | Jesper Schut       | C     | 17 settembre 1999 | Paesi Bassi          |
| 3  | Markus Held        | P     | 19 agosto 2000    | Paesi Bassi          |
| 4  | Jaron Spiegelaar   | L     | 3 maggio 2000     | Paesi Bassi          |
| 6  | Luuk Hofhuis       | C     | 28 settembre 2001 | Paesi Bassi          |
| 7  | Austin Matautia    | S     | 9 febbraio 1998   | Stati Uniti          |
| 8  | Steven Ottevanger  | L     | 7 gennaio 1995    | Paesi Bassi          |
| 9  | Joel Schneidmiller | S     | 26 aprile 1999    | Stati Uniti          |
| 10 | Maarten Bartels    | S     | 29 luglio 1998    | Paesi Bassi          |
| 11 | Geoffrey van Gent  | O     | 23 ottobre 1996   | Paesi Bassi          |
| 12 | Tieme de Jong      | P     | 10 novembre 2001  | Paesi Bassi          |
| 13 | Bjarne Huus        | S     | 5 gennaio 1995    | Norvegia             |
| 14 | Marcell Pesti      | O     | 1º maggio 2000    | Ungheria             |
| 17 | Niels de Vries     | C     | 4 luglio 1996     | Paesi Bassi          |
| 18 | Dennis Borst       | C     | 1º febbraio 1992  | Paesi Bassi          |

## Statistiche

### Statistiche di squadra
| Competizione          | Punti | In casa | In casa | In casa | In trasferta | In trasferta | In trasferta | Totale | Totale | Totale |
| Competizione          | Punti | G       | V       | P       | G            | V            | P            | G      | V      | P      |
| --------------------- | ----- | ------- | ------- | ------- | ------------ | ------------ | ------------ | ------ | ------ | ------ |
| Eredivisie            | 44/9  | 13      | 10      | 3       | 13           | 6            | 7            | 26     | 16     | 10     |
| Coppa dei Paesi Bassi | -     | 1       | 1       | 0       | 2            | 2            | 0            | 4      | 4      | 0      |
| Supercoppa olandese   | -     | -       | -       | -       | -            | -            | -            | 1      | 0      | 1      |
| Coppa CEV             | -     | 1       | 0       | 1       | 1            | 0            | 1            | 2      | 0      | 2      |
| Totale                | -     | 15      | 11      | 4       | 16           | 8            | 8            | 33     | 20     | 13     |

### Statistiche dei giocatori
| Giocatore        | Coppa CEV | Coppa CEV | Coppa CEV | Coppa CEV | Coppa CEV |
| Giocatore        | P         | PT        | AV        | MV        | BV        |
| ---------------- | --------- | --------- | --------- | --------- | --------- |
| M. Bartels       | 1         | 0         | 0         | 0         | 0         |
| D. Borst         | 2         | 10        | 7         | 3         | 0         |
| T. de Jong       | 2         | 0         | 0         | 0         | 0         |
| N. de Vries      | 2         | 6         | 4         | 1         | 1         |
| M. Held          | 2         | 3         | 2         | 1         | 0         |
| L. Hofhuis       | 2         | 8         | 4         | 2         | 2         |
| B. Huus          | 2         | 9         | 9         | 0         | 0         |
| A. Matautia      | 2         | 20        | 17        | 1         | 2         |
| S. Ottevanger    | 2         | 0         | 0         | 0         | 0         |
| M. Pesti         | 2         | 20        | 14        | 4         | 2         |
| J. Schneidmiller | 1         | 12        | 12        | 0         | 0         |
| J. Schut         | 0         | 0         | 0         | 0         | 0         |
| J. Spiegelaar    | 1         | 0         | 0         | 0         | 0         |
| G. van Gent      | 2         | 2         | 2         | 0         | 0         |

P = presenze; PT = punti totali; AV = attacchi vincenti; MV = muri vincenti; BV = battute vincenti

NB: Non sono disponibili i dati relativi alla Eredivisie, alla Coppa dei Paesi Bassi e alla Supercoppa olandese